# Koroknya-vár
A Koroknya-vár, Korokna-vár vagy Korotna-vár Somogy vármegye egyik 15. századból származó várának maradványa. Bár a Somogysárd és Újvárfalva közötti út közelében található, közigazgatásilag Nagybajomhoz tartozik.

## Története
A Korotna nevű faluról már 1345-ből fellelhető írásos említés, a falu birtokosa a Korotnai család volt. Ennek a családnak volt a tagja az a Korotnai János, aki ezt a várat építtette, feltehetőleg 1466 és 1483 között. Az építtető 1494 körül meghalt, így a vár István nevű fiáé lett. Az építményt először egy 1509-es oklevélben említették, amikor István Bakócz Tamás rokonainak zálogosította el. István halála után, 1512-ben Bakócz unokaöccse, Erdődi Péter megtámadta a várat, kikergette belőle a várnagyot, és az összes ott talált kincset és oklevelet lefoglalta. Amade István, Korotnai István Katinka nevű lányának gyámja azonban elérte, hogy II. Lajos király 1516. augusztus 25-én visszaadja a várat Korotnai Katinkának. Ő Lengyel Jánoshoz ment feleségül, ezáltal pedig a vár a Tóti Lengyel családra szállt. Az 1516-os iktatólevél szerint a vár tartozékai  Korothna, Csákány, Szentkirály, Csaba, Miháld és Töttös voltak.
A 16. század közepén már mint végvár szerepelt. 1546-ban 50 huszár és 20 gyalogos szolgált a várban, míg 1553-ban már 250 magyar lovas, méghozzá Allya Mátyás és Novák János vezetésével. Miután Allya 1554-ben török fogságba esett és hamarosan meg is halt, Zrínyi Miklós vette át a várat, igaz, egy 1555-ös írásban a castrumot néhai Allya Mátyás tulajdonaként említik. Ebben az évben a vár megüresedett, mivel védői elmenekültek, így a Kaposvár irányából érkező, Dervis pécsi szandzsákbég vezette törökök könnyedén el tudták foglalni. 1556 augusztusában a keresztény seregek megostromolták, visszaszerezték, majd lerombolták, így amikor ez a terület a törökök fennhatósága alá került, a vár már romokban állt. Jóval később, 1664 és 1666 között Evlija Cselebi is látta a várat, amelyet 1698-ban szintén romnak írtak le. Egy 1812-es feljegyzés is így fogalmaz: „látható itt még egy sánccal körülvett várkastély helye is”. A régészek 1665 tájáról származó pénzeket és vaseszközöket tártak fel a várnál. A 20. század második felében még sok tégla- és kőtörmelék volt megfigyelhető a felszínen, bár falak már egyáltalán nem álltak.
Ismert, hogy Matuszka József kaposvári tanár vázlatosan felmérte a vármaradványokat, majd sok évvel később, 1970-ben Magyar Kálmán járt a helyszínen.

## Leírás
A vár maradványa téglalap alaprajzú, egy 18–24 méter széles és 5–6 méter mély árok veszi körül, amely a várat nyugati irányból határoló duzzasztott tó magas vízállása esetén részben megtelik vízzel. Belső területét az idők során erősen megbolygatták, ma gödrök és árkok sokasága teszi áttekinthetetlenné. Legmagasabb része a keleti, míg nyugati része az árok széléig enyhén lejt. Mivel a négy sarok kissé kiugrik, elképzelhető, hogy ott sarokbástyák voltak, de ezt ásatások még nem igazolták. Az árkon az északi oldalon egy keskeny, minden bizonnyal újkori keletkezésű töltés vezet át.

## Megközelítés
A vármaradványok a Somogysárd és Újvárfalva közötti útról közelíthetők meg legkönnyebben, ahonnan egy nyugat felé induló, néhányszáz méteres, többnyire szántóföld szélén vezető földúton érhetők el.

## Képek

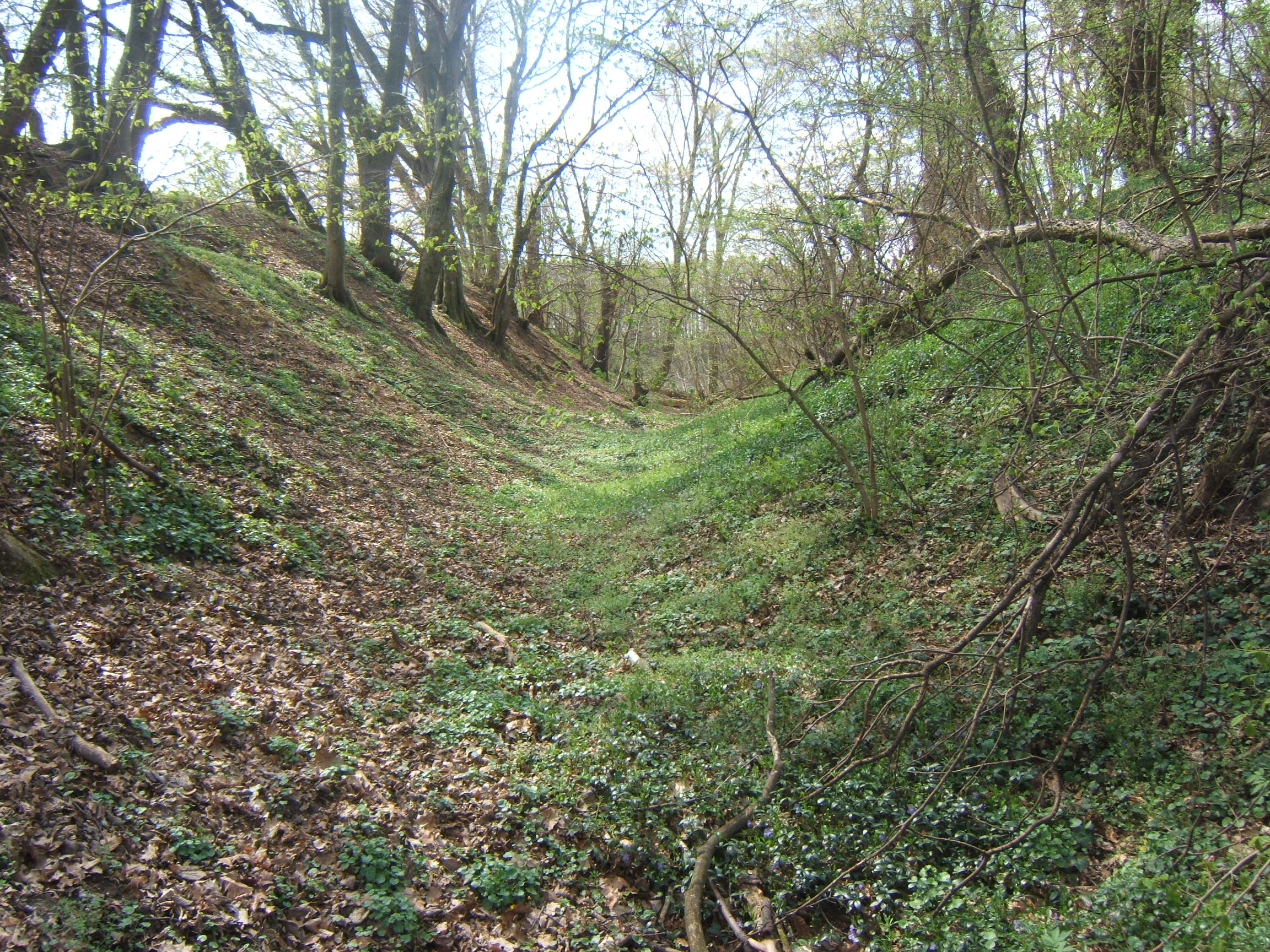
Várárok
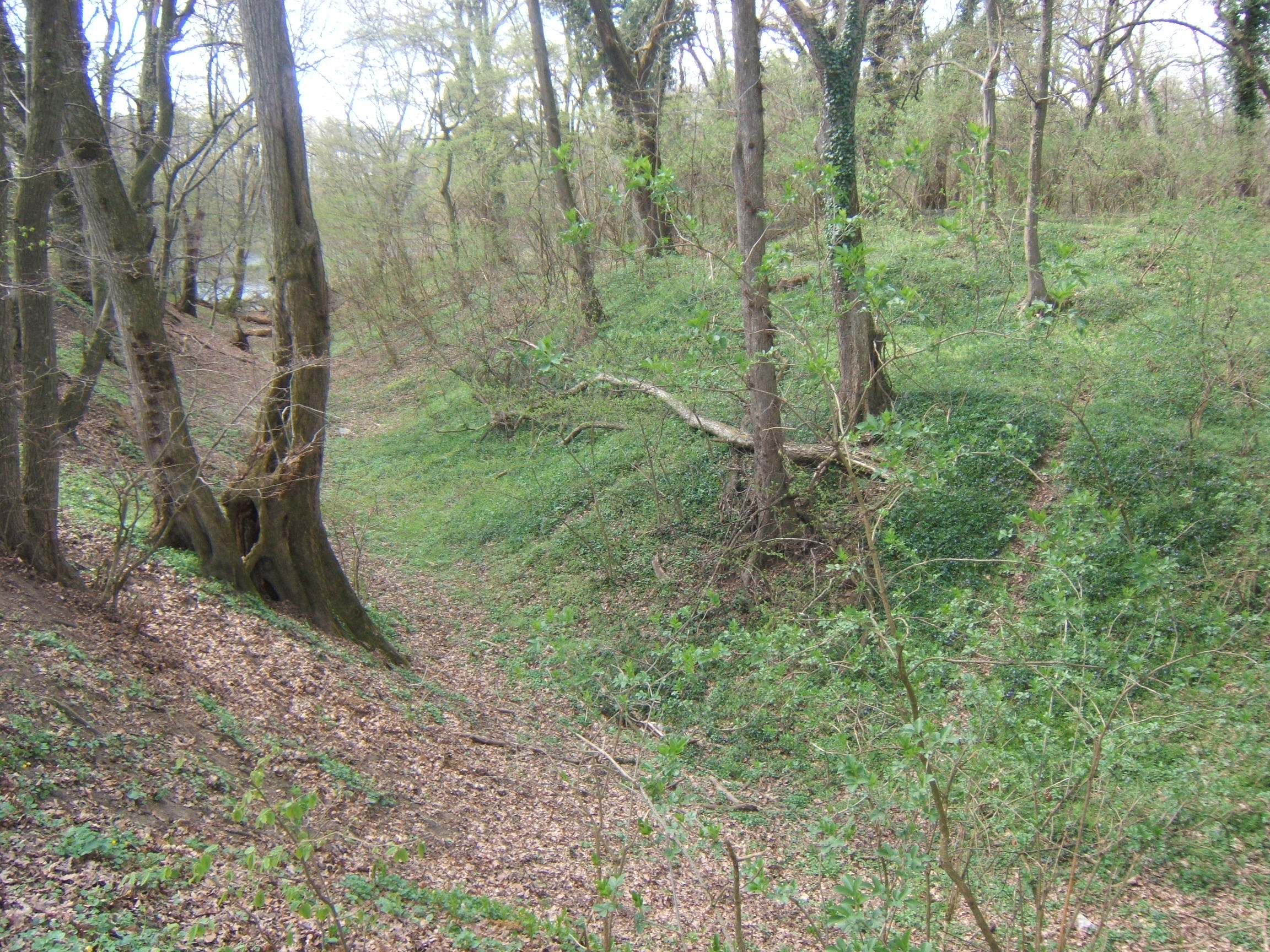
Bal oldalon várárok, jobb oldalon a központi plató
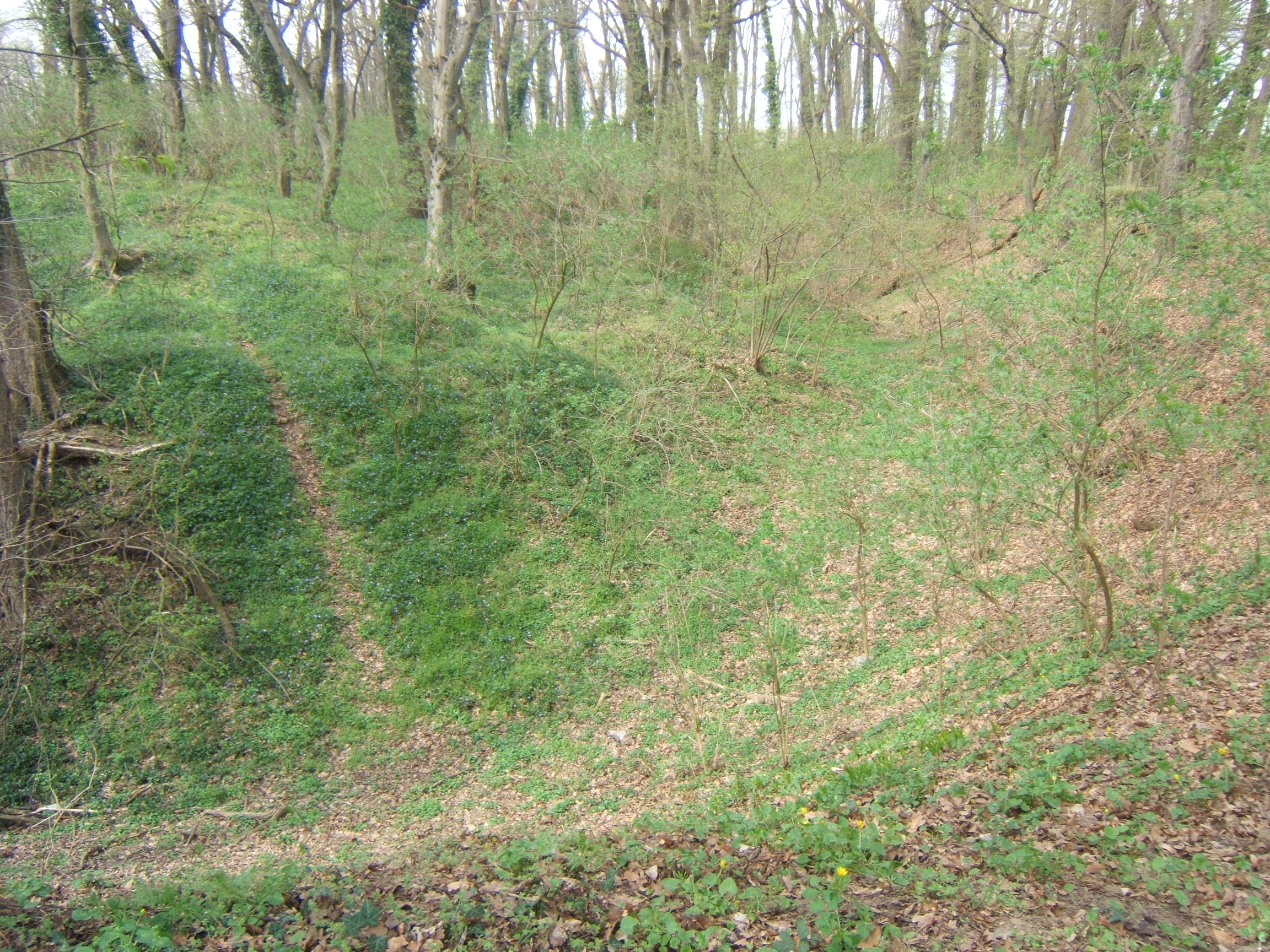
Az árok kanyarulata, bal oldalon a központi plató
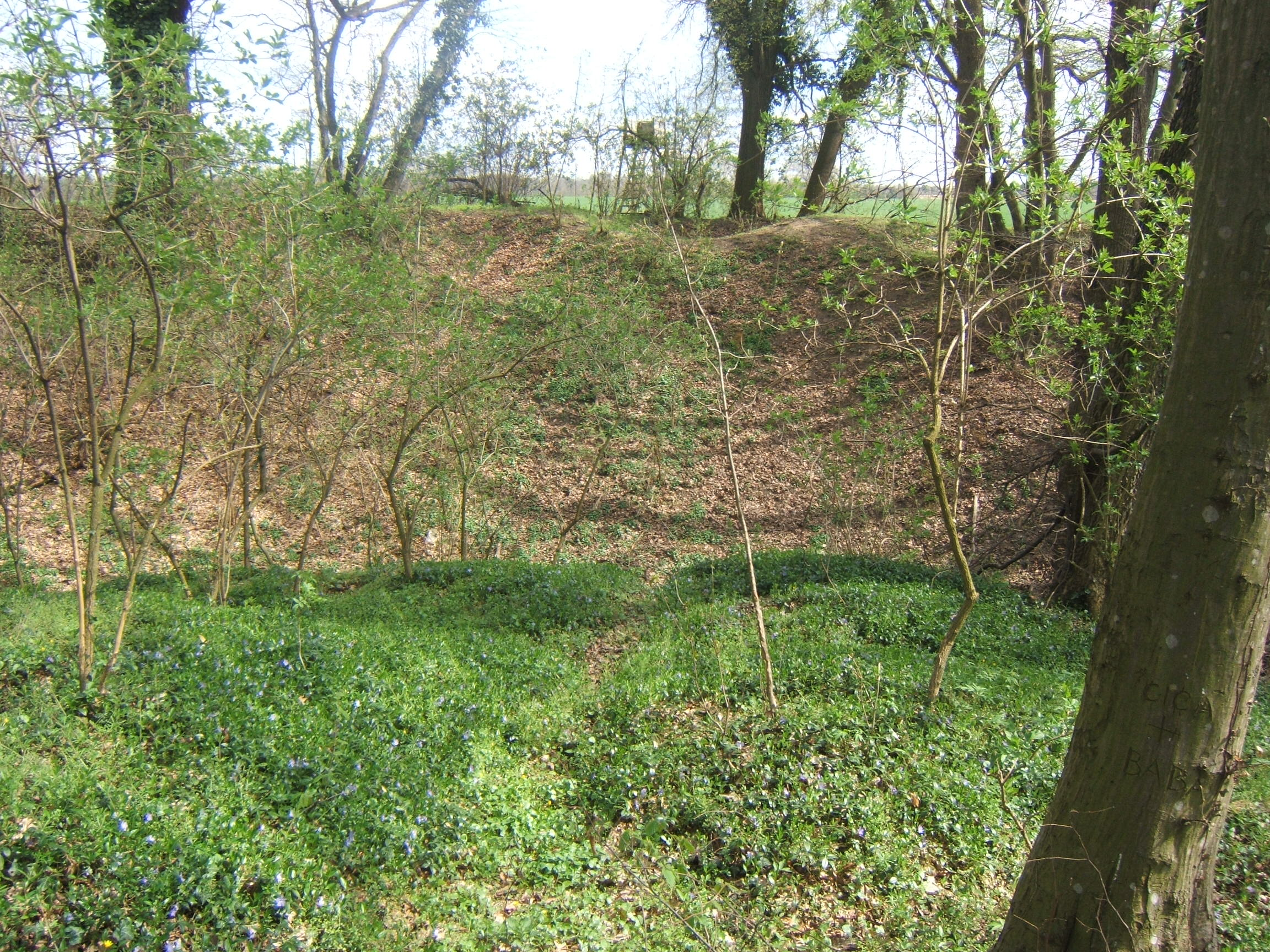
Rálátás az árok keleti részére a központi platóról